# Dimitri Gutas
Dimitri Gutas (Il Cairo, 1º aprile 1945) è un arabista e grecista statunitense.
È professore di "Arabic and Islamic Studies" (genericamente definiti Oriental Studies) nel Dipartimento di Lingue e Civiltà vicino-orientali della Yale University.
Gutas ha studiato filologia classica, religione, storia, Arabistica e Islamistica nella Yale University, in cui ha conseguito il suo dottorato nel 1974.
Il suo campo principale di ricerca è la tradizione classica intellettuale arabo-islamica nel periodo che gli occidentalisti definiscono Medioevo, specialmente Avicenna i cosiddetti studi "greco-arabi", vale a dire il fenomeno epocale della ricezione dei lavori classici greci di medicina, scienza e filosofia nel mondo arabo-islamico (specialmente dall'VII secolo al X a Baghdad, della celeberrima Bayt al-Ḥikma). In tal campo egli è considerato uno dei massimi esperti al mondo. È coeditore a Yale del "Project Theophrastus". Ha lavorato col prof. Gerhard Endress dell'Università della Ruhr a Bochum (Germania) per dar vita al Greek and Arabic Lexicon.
Gutas è membro del Consiglio scientifico di numerose riviste, compreso il noto Arabic Sciences and Philosophy (Cambridge University Press) e coeditore e contributore della revisione in corso d'opera della nuova edizione del "Grundriss der Geschichte der Philosophie" (il New Ueberweg), un'esaustiva storia della filosofia.
Nel 2011, il libro Islamic philosophy, science, culture, and religion; studies in honor of Dimitri Gutas è stato pubblicato da Brill Publishers, e in esso sono presenti articoli di amici, colleghi e studiosi.

## Pubblicazioni

### Monografie
- Greek Wisdom Literature in Arabic Translation. A Study of the Graeco-Arabic Gnomologia, New Haven 1975.[6]
- Avicenna and the Aristotelian tradition. Introduction to Reading Avicenna's Philosophical Works, Leiden 1988 (seconda edizione aggiornata 2014).
- Greek Thought, Arabic Culture. The Graeco-Arabic Translation Movement in Baghdad and Early 'Abbasid Society. (2nd-4th / 8th-10th centuries) (London and New York, 1998) (tradotto in sette lingue, tra cui l'italiana edizione curata dalla Einaudi di Torino) [7]
- Greek Philosophers in the Arabic Tradition, Aldershot, Ashgate, 2000.
- Orientations of Avicenna's Philosophy: Essays on his Life, Method, Heritage, Aldershot, Ashgate, 2014 (raccolta di 17 articoli già pubblicati).

### Libri editi
- Theophrastus of Eresus. Sources for his Life, Writings, Thought and Influence, 2 voll. editi da W.W. Fortenbaugh, P.M. Huby, R.W. Sharples e D. Gutas (Leiden 1992).
- Theophrastus, On First Principles (transmitted as his Metaphysics). Greek text and Medieval Arabic translation, edited and translated, with Excursus on to Graeco-Arabic Editorial Technique. Leiden, 2010.
- (con Gerhard Endress): A Greek and Arabic Lexicon (GALEX): Materials for a Dictionary of Medieval Translations from Greek into Arabic, Brill, 1992 - (Handbook of Oriental Studies, Section One: The Near and Middle East, Vol. 11).

### Articoli
- The Study of Arabic Philosophy in the Twentieth Century. An Essay on the Historiography of Arabic Philosophy, in: British Journal of Middle Eastern Studies 29 (2002), pp. 5–25.
- The Heritage of Avicenna: The Golden Age of Arabic Philosophy, 1000 - 1350, in: J. Janssen, D. De Smet (eds.): Avicenna and His Heritage (Leuven, 2002), pp. 81–97.